# SJ Öresund
SJ Öresund AB är ett dotterbolag till SJ AB som var operatör för Öresundstågen i Sverige. Bolaget tog den 13 december 2020 över trafiken från Transdev och lämnade tillbaka den till Transdev den 11 december 2022.
Under 2019 stod det klart att SJ vann upphandlingen om drift och underhåll av Öresundstågen i Sverige, i konkurrens med Arriva, Go Ahead och dåvarande operatören Transdev. Det åttaåriga kontraktet var värt ungefär 900 miljoner kronor per år. Skånetrafiken uppgav att anledningen bland annat var lägst anbudspris och bäst kvalitetserbjudande, samt att man redan hade en färdig organisation.
Våren 2022 offentliggjordes en dispyt mellan SJ Öresund och Öresundståg AB rörande underhållet av Öresundstågen. SJ Öresund menade att Öresundstågen var i sämre skick än vad som framgått vid upphandlingen samtidigt som styrelsen för Öresundståg AB menade att "Ålder och underhållsbehov var väl kända och borde inte vara ett problem" samt att "SJ lagt ett anbud de inte kunde fullfölja, ställt löften de inte kunde hålla."
Den 21 april 2022 meddelades det att Öresundståg och SJ Öresund skulle avsluta sitt avtal i förtid, eftersom parterna inte kunde enas kring ekonomisk fördelning för underhållet av tågen. Från och med december 2022, då Skånetrafiken tog över trafiken över Öresundsbron till Østerport station, kom Transdev att återigen ansvara för drift och underhåll av tågen.
Bolaget SJ Öresund blev vilande efter att man slutade köra Öresundstågen.